# Blerim Bexheti
Blerim Bexheti (en macédonien : Блерим Беџети), né le 16 octobre 1976 à Skopje, est un homme politique macédonien membre de l'Union démocratique pour l'intégration (BDI/DUI). Il est ministre de la Justice entre le 28 juillet 2011 et le 19 juin 2014.

## Biographie

### Formation et vie professionnelle
Il étudie le droit entre 1998 et 2002 à l'université de Pristina puis travaille jusqu'en 2005 au ministère de la Justice. Cette même année, il passe avec succès l'examen du barreau et devient avocat. Il exerce cette profession pendant un an.

### Activités politiques
En 2006, il est élu député à l'Assemblée, où il siège jusqu'à son élection comme maire de Saraï. Il démissionne lorsqu'il est nommé ministre de la Justice le 28 août 2011, dans le troisième gouvernement du président du gouvernement conservateur Nikola Gruevski.
Il est n'est pas reconduit dans le gouvernement Gruevski IV, formé le 19 juin 2014.